# Julienne (cucina)

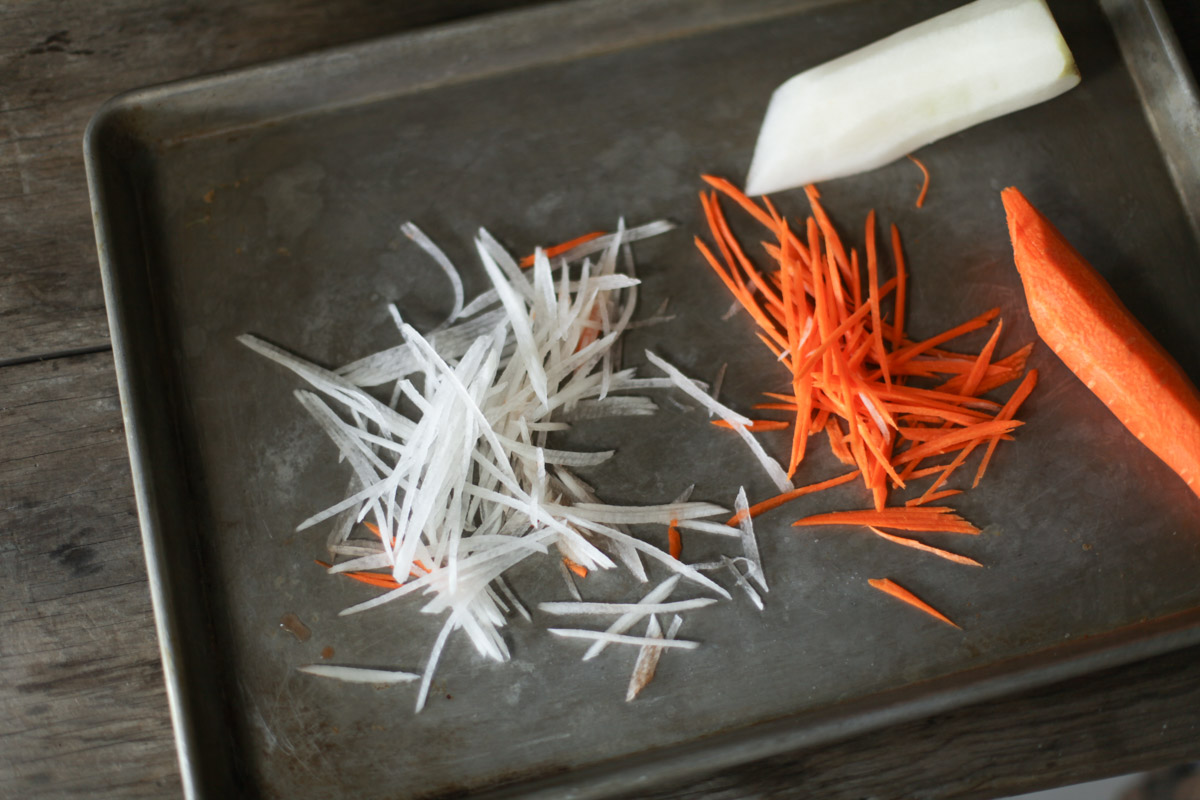
Daikon e carote alla julienne

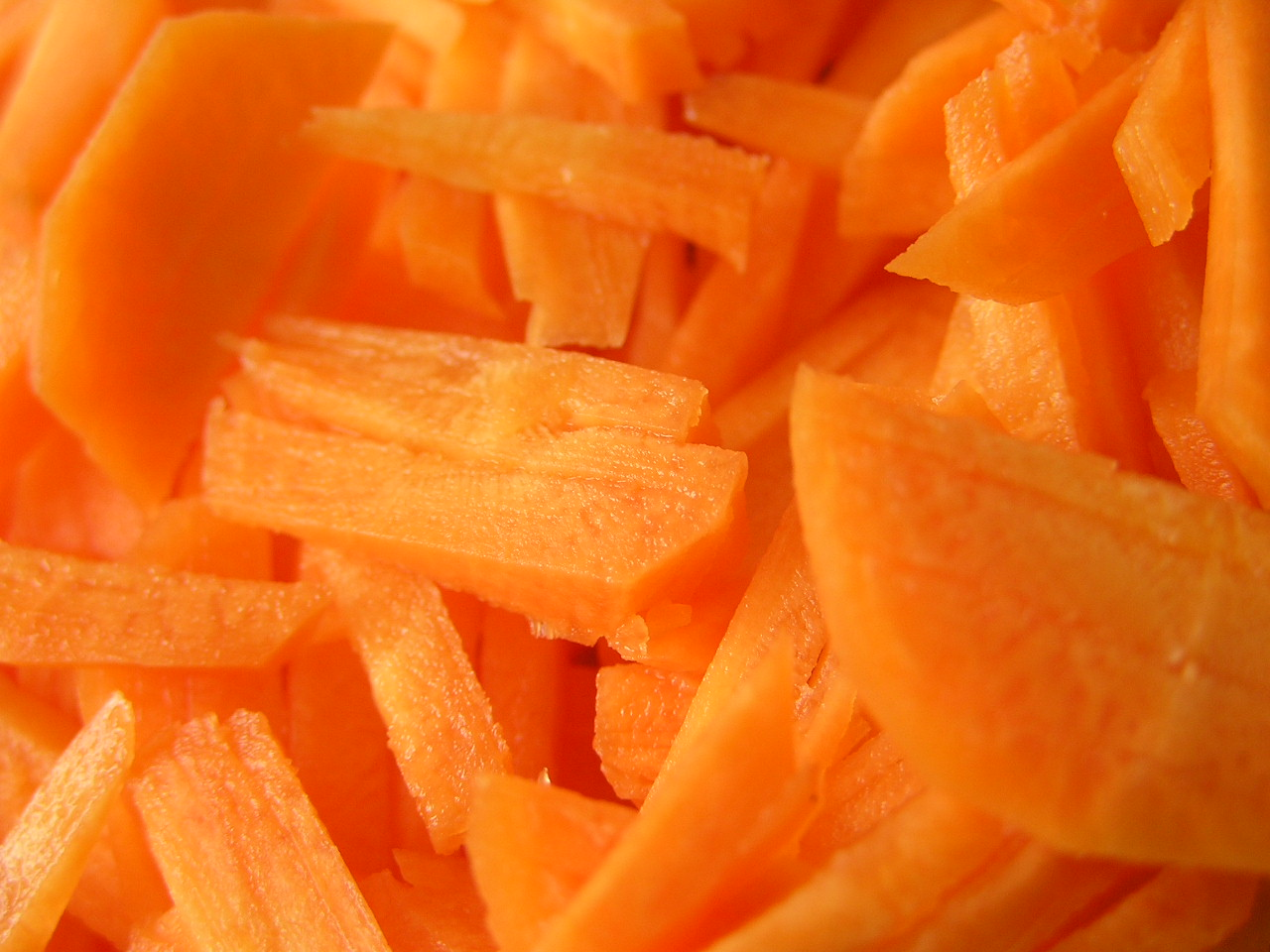
Carote alla julienne

In cucina, la julienne (detta anche "filangé" o raramente "giuliana") è un modo di tagliare cibi in filetti o "fiammiferi" di lunghezza variabile (comunemente 4-5 cm) e molto sottili (sezione quadrata di circa 2 mm di lato). Si utilizza in particolar modo per le verdure quali cipolle e carote. Viene usato pure per il sedano rapa, le zucchine, i peperoni, le patate, le melanzane, e i funghi.
La locuzione è citata per la prima volta in Le Cuisinier Royal, scritto nel 1802. L'origine è incerta, ma potrebbe derivare dal nome proprio francese Jules o Julien. Secondo altre versioni, uno chef di nome Jean Julien avrebbe utilizzato per primo il metodo per la preparazione delle verdure, anche se di ciò non ci sono prove.